# پل آنول
پل آنول (به انگلیسی: Pol Anoul) بازیکن فوتبال اهل بلژیک و عضو تیم ملی فوتبال بلژیک است که در تاریخ ۴ مه ۱۹۴۷ میلادی اولین بازی ملی‌اش را مقابل تیم ملی فوتبال هلند انجام داد. او در ۴۸ بازی ملی حضور داشت و جمعاً ۴۳۵۰ دقیقه برای تیم ملی فوتبال بلژیک به میدان رفت. پل آنول آخرین بازی ملی خود را در تاریخ ۲۶ سپتامبر ۱۹۵۴ میلادی در برابر تیم ملی فوتبال آلمان غربی انجام داد. وی در بازی‌های ملی‌اش ۲۰ گل به ثمر رساند.